# Grabówka Ukazowa
Grabówka Ukazowa is een plaats in het Poolse district  Kraśnicki, woiwodschap Lublin. De plaats maakt deel uit van de gemeente Annopol en telt 190 inwoners.